# Dendryphantes hastatus
De Gewapende dennenspringer (Dendryphantes hastatus) is een spinnensoort uit de familie van de springspinnen (Salticidae). De soort komt voor in het Palearctisch gebied. De wetenschappelijke naam van de soort werd, als Araneus hastatus, in 1758 door Carl Alexander Clerck gepubliceerd.